# Villers-sur-Fère
 Villers-sur-Fère  es una población y comuna francesa, en la región de Picardía, departamento de Aisne, en el distrito de Château-Thierry y cantón de Fère-en-Tardenois.

## Demografía
| 361 | 372 | 309 | 344 | 458 | 420 |
| Para los censos de 1962 a 1999 la población legal corresponde a la población sin duplicidades (Fuente: INSEE [Consultar]) |     |     |     |     |     |